# ورل الماء الآسيوي
ورل الماء الآسيوي (Varanus salvator) هو سحلية من فصيلة الورليات، موطنه جنوب وجنوب شرق آسيا. هو واحد من أكثر الورل شيوعًا في آسيا، بدءًا من سريلانكا وشمال شرق الهند الساحلية إلى الهند الصينية وشبه جزيرة الملايو والجزر الإندونيسية حيث يعيش بالقرب من الماء. تم إدراجه على أنه غير مهدد في القائمة الحمراء للأنواع المهددة بالانقراض. تم وصفه من قبل جوزيفوس نيكولاوس لورنتي في عام 1768، وهو من بين أكبر الحرشفيات في العالم.
يُطلق على ورل الماء الآسيوي أيضًا اسم ورل مياه ملايو، وورل الماء الشائعة، وسحلية الأرز، والسحلية الحلقية، والسحلية التي لا تترك علامات، وورل الماء.

## أصل الكلمة والأسماء المحلية
الاسم العام هو (Varanus)، مشتق من الكلمة العربية (ورل). الاسم المحدد هو الكلمة اللاتينية التي تعني «المنقذ»، مما يشير إلى دلالة دينية محتملة. أحيانًا يتم الخلط بين ورل الماء والورل السالفادوري (V. salvadorii) بسبب تشابه اسميهما العلميين.
في تايلاند، الكلمة المحلية لورل الماء هي (เหี้ย)، وتستخدم ككلمة مهينة للأشياء السيئة والشر، بما في ذلك الأشرار. يُعتقد أيضًا أن الكلمة تجلب الحظ السيئ، لذلك يفضل بعض الناس تسمية الحيوانات بـ " الفضة والذهب '' (ตัวเงินตัวทอง) لتجنب النحس.[بحاجة لمصدر] يمكن إرجاع أصل هذا المعنى العدواني إلى وقت كان فيه عدد كبير من الناس يعيشون في المناطق الريفية على مقربة من السحالي. يعيش القرويون التايلانديون في منازل من طابقين؛ كان الطابق العلوي مخصصًا للعيش، بينما تم تصميم الطابق الأرضي ليكون مكانًا للحيوانات الأليفة مثل الخنازير والدجاج والكلاب. كان ورل الماء الآسيوي يدخل إلى الطابق الأرضي لأكل الحيوانات الأليفة أو مُهاجمتها، ومن هنا جاء الاسم الآخر (ตัวกินไก่) " آكل الدجاج "، أو (น้องจระเข้) "التمساح الصغير"، كما يُطلق عليه أحيانًا اسم (ตะกวด)، والذي يشير في الواقع إلى الورل البنغالي، وهو نوع مختلف.
في الإندونيسية والملايوية، يُطلق على ورل الماء الآسيوي اسم (biawak air).
الاسم المحلي في سريلانكا هو (kabaragoya)، وهو يشير إلى نوع فرعي بسمات مورفولوجية مميزة.  

## التصنيف
(Stellio salvator) هو الاسم العلمي الذي استخدمه جوزيفوس نيكولاوس لورنتي في عام 1768 لورل الماء الآسيوي.
تحتوي عائلة (Varanidae) على ما يقرب من 80 نوعًا من جنس الورل، وكلها تنتمي إلى جنس (Varanus).

### نوع فرعي

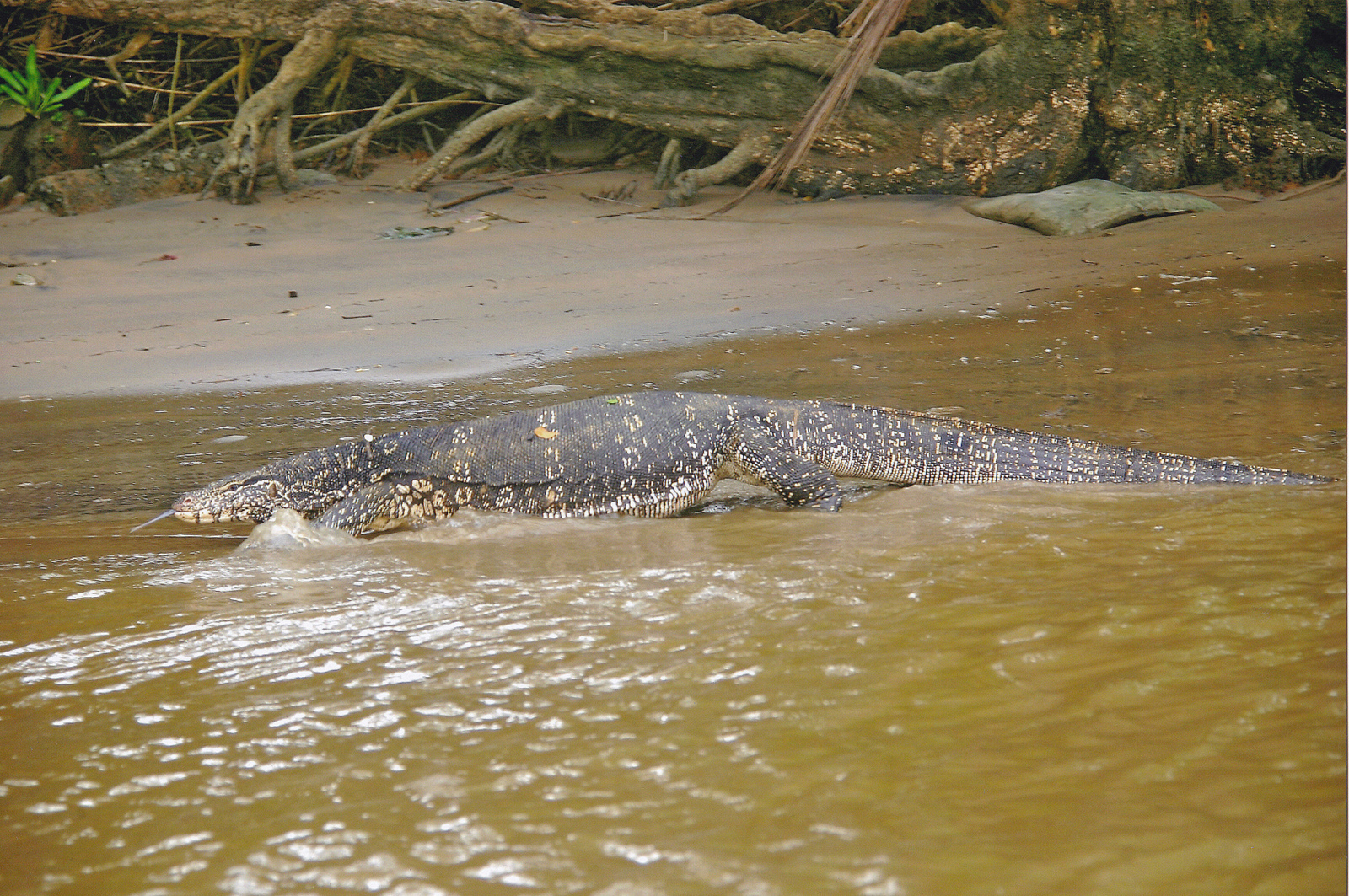
(V. s. salvator)

- (V. s. salvator)، ورل الماء الآسيوي، هو نويع، يوجد فقط في سريلانكا، حيث يُعرف باسم (කබරගොයා) في اللغة السنهالية، و (kalawathan) في اللغة التاميلية.[بحاجة لمصدر]
- (V. s. andamanensis)، ورل الماء في جزر أندامان، يسكن في جزر أندامان وجزر نيكوبار الجنوبية.[11] منطقة النوع (type locality) هي بورت بلير.
- (V. s. bivittatus)، ورل الماء ذو الخطين، شائع في جاوة وبالي ولومبوك وسومباوا وفلوريس وألور وويتار، وبعض الجزر المجاورة داخل أرخبيل سوندا في إندونيسيا؛ منطقة النوع هي جاوة.
- (V. s. macromaculatus)، ورل الماء في جنوب شرق آسيا، موجود في البر الرئيسي لجنوب شرق آسيا، وسنغافورة، وسومطرة وبورنيو، والجزر البحرية الأصغر المرتبطة بها. تم التقاط عينة النوع في تايلاند.[3]
- (V. s. ziegleri)، ورل الماء زيغلر، يقع في جزيرة أوبيرا.

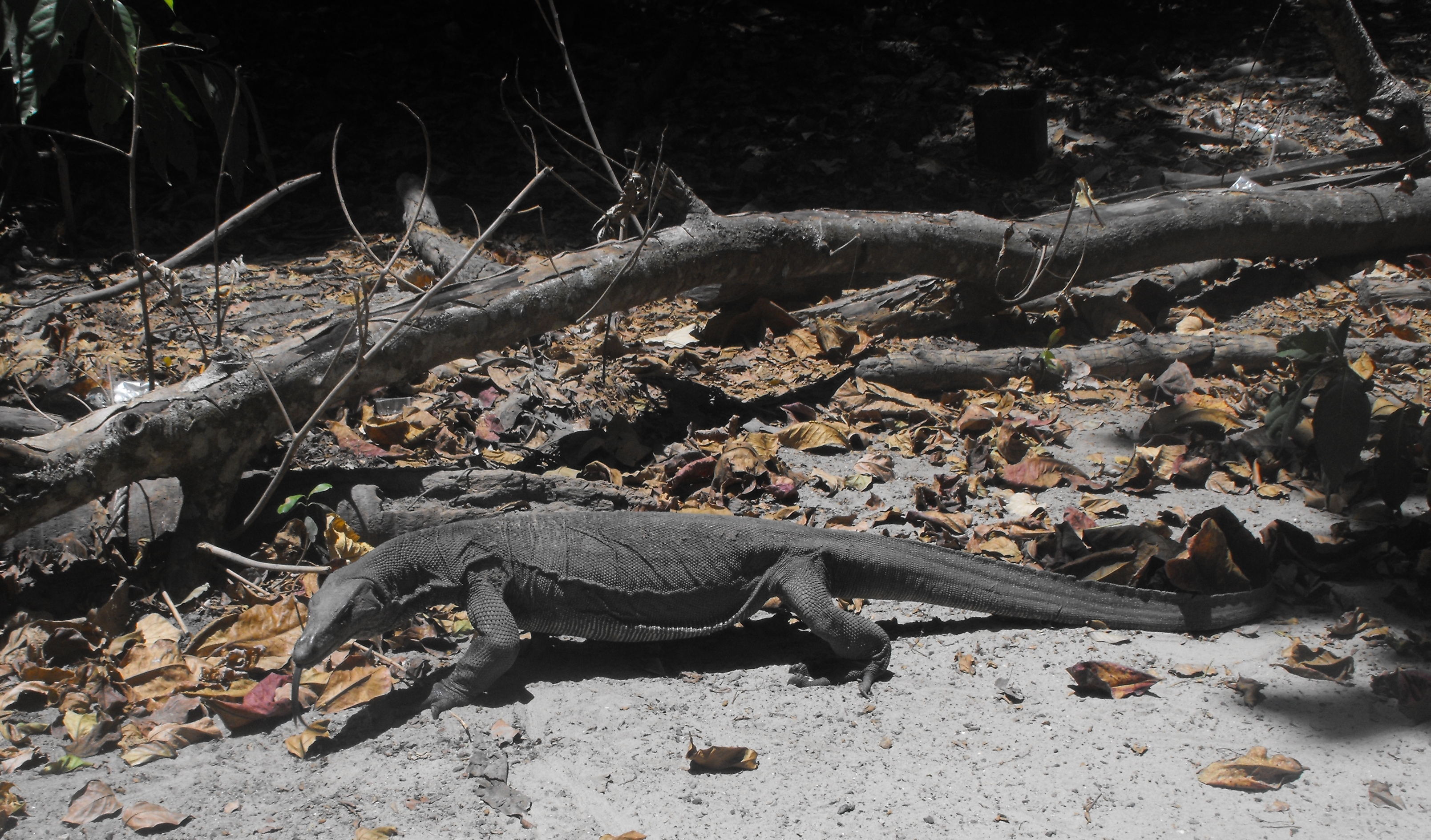

كانت (Varanus cumingi) و (Varanus marmoratus) و (Varanus nuchalis) مُصنّفة على أنها سلالات فرعية حتى عام 2007، عندما تم رفعها إلى الأنواع الكاملة.
ورل الماء السوداء من تايلاند كان في السابق السلالات الفرعية (V. s. komaini)، ولكن الآن الصّنف مسود الجلد لـ (V. s. macromaculatus). يُعرف باسم «التنين الأسود» أو «مراقب الماء الأسود» (มังกร ดำ، เหี้ย ดำ) باللغة التايلاندية 

## الوصف

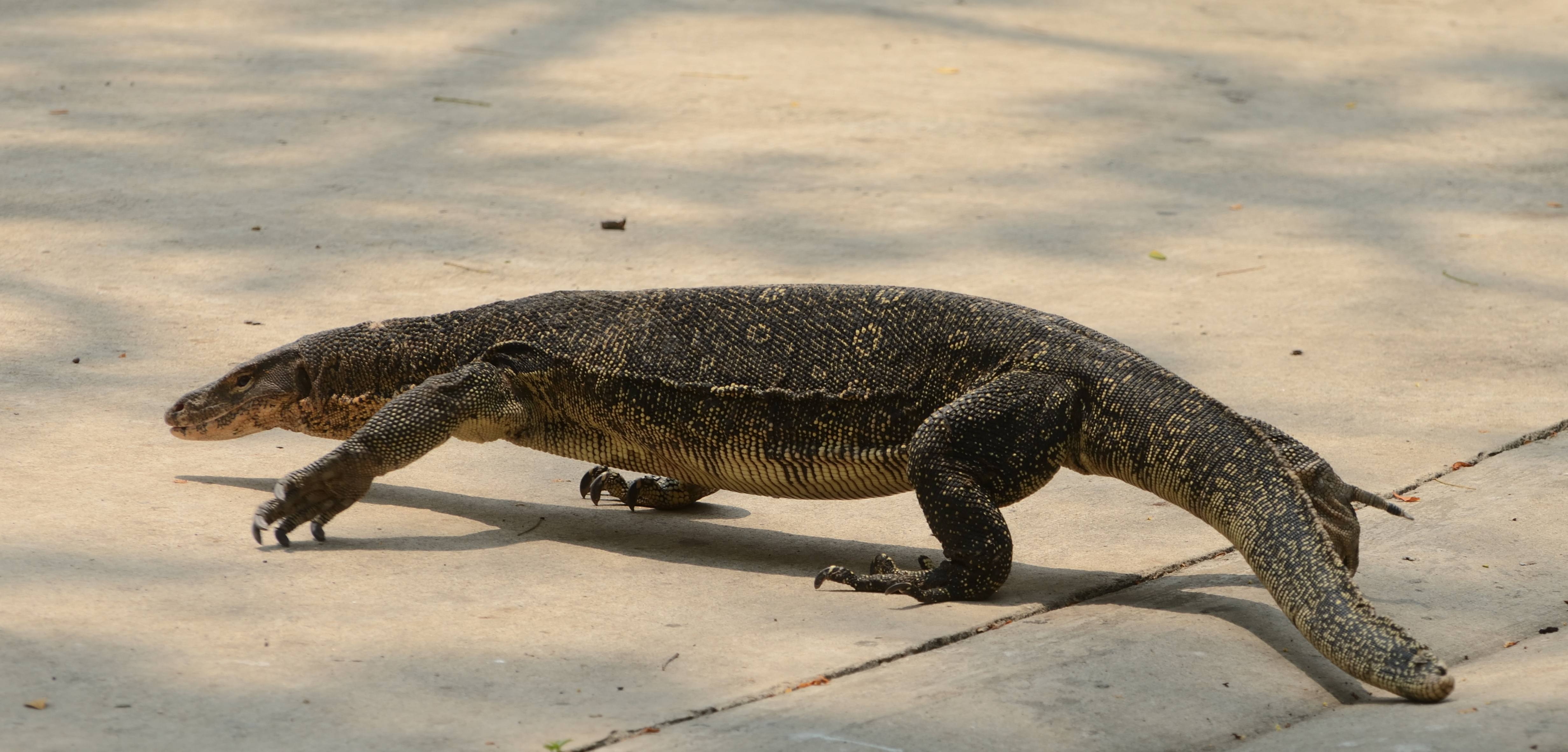
المشي على الرصيف

ورل الماء هو نوع كبير من الورل. يتم بلوغ مرحلة النضج عند الذكور عندما يصل إلى 40 سنتيمتر (16 بوصة) في الطول، و1 كيلوغرام (2.2 رطل) في الوزن، وعند الإناث عند طول 50 سنتيمتر (20 بوصة). ومع ذلك، فإنها تنمو بشكل أكبر طوال الحياة، ويكون الذكور أكبر من الإناث. نادرًا ما يتجاوز البالغون من ورل الماء 1.5–2 متر (4.9–6.6 قدم) في الطول،  ولكن أكبر عينة مسجلة من سريلانكا، بلغت 3.21 متر (10.5 قدم). يمكن أن يكون الوزن الناضج الشائع لـ (V. salvator) هو 19.5 كيلوغرام (43 رطل).
يبلغ الوزن الأقصى 50 كيلوغرام (110 رطل). في حالات استثنائية، تم الإبلاغ عن أوزان تتراوح من 75 إلى 90 كيلوغرام (165 إلى 198 رطل)، على الرغم من أن معظم هذه التقارير لم يتم التحقق منها وقد تكون غير موثوقة. هي ثاني أثقل سحلية في العالم بعد تنين كومودو. أجسامها عضلية وذات ذيول طويلة وقوية ومضغوطة جانبياً. المقاييس في هذا النوع منقلبة؛ وقد لوحظ أن الحراشف الموجودة أعلى الرأس أكبر من تلك الموجودة على الظهر. غالبًا ما يتم تحديد ورل الماء من خلال لونه البني الغامق أو الأسود مع وجود بقع صفراء على الجانب السفلي له - هذه العلامات الصفراء تميل إلى الاختفاء تدريجياً مع تقدم العمر. يُشار إلى هذا النوع أيضًا بشريط أسود مع حواف صفراء تمتد للخلف من كل عين. هذه الشاشات لها أعناق طويلة وأنف ممدود. يستخدم فكّهُ القوية وأسنانه المسننة ومخالبه الحادة للافتراس والدفاع. في الأسْر، تم تحديد متوسط العمر المتوقع لورل الماء الآسيوية في أي مكان بين 11-25 عامًا حسب الظروف، أما في البرية فيكون أقصر بكثير.

## التوزيع والسكن

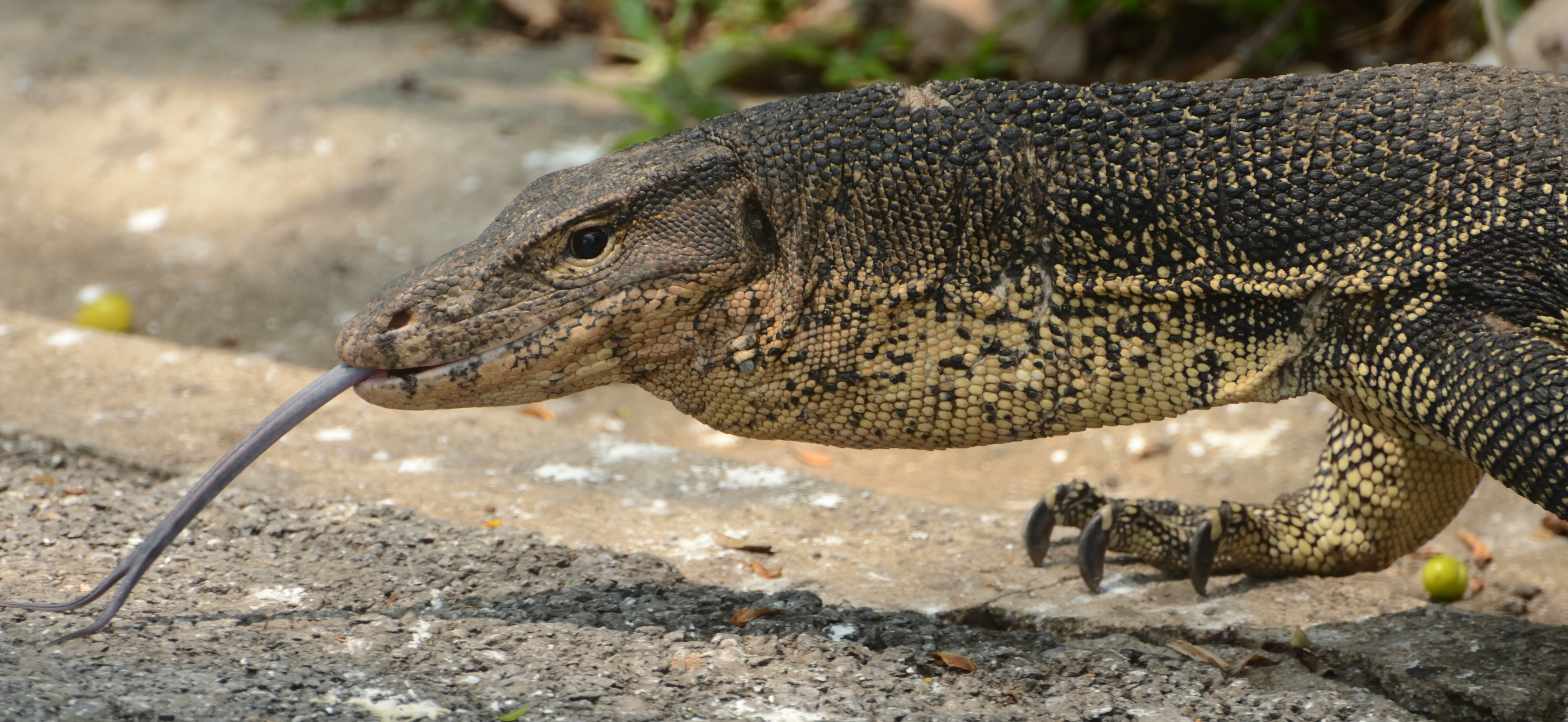
صورة مقربة للرأس تظهر انقسام اللسان

يتم توزيع ورل الماء الآسيوية على نطاق واسع من الهند وبنغلاديش وسريلانكا وميانمار وتايلاند وكمبوديا ولاوس وفيتنام وقوانغشي الصينية ومحافظات هاينان وماليزيا وسنغافورة إلى جزر سوندا سومطرة وجاوة وبالي وبورنيو وسولاوسي. يسكن في المقام الأول الماء العذبة المنخفضة والأراضي الرطبة قليلة الملوحة. تم تسجيل تواجده حتى في ارتفاع 1,800 متر (5,900 قدم).
ورل الماء الآسيوية شبه مائية وانتهازية؛ يسكنون مجموعة متنوعة من الموائل الطبيعية على الرغم من أن هذا النوع يسكن في الغالب في الغابات الأولية ومستنقعات المنغروف. من المعروف أنهم يتأقلمون ويزدهرون في المناطق الزراعية وكذلك المدن ذات أنظمة القنوات (مثل سريلانكا، حيث لا يتم اصطيادهم أو اضطهادهم من قبل البشر). الموائل التي تعتبر الأكثر أهمية بالنسبة لهذه الأنواع هي نباتات المنغروف والمستنقعات والأراضي الرطبة والارتفاعات التي تقل عن 1000 متر.

## السلوك والبيئة

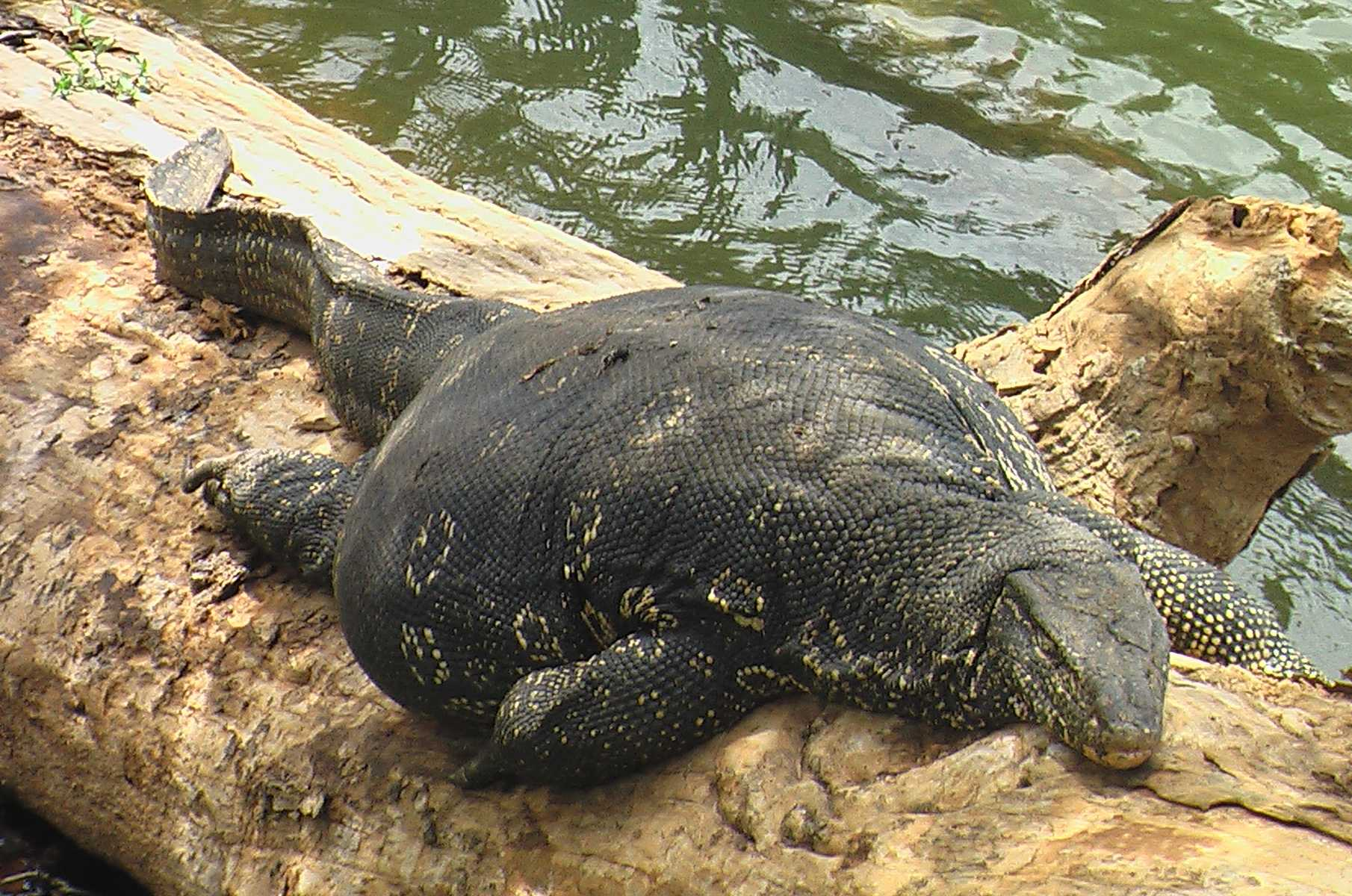

يُدافع ورل الماء عن نفسه باستخدام ذيله ومخالبه وفكه. يُجيد السباحة، ويستخدم الزعنفة المرتفعة على ذيله لتوجيهها عبر الماء. هو حيوان آكل للحوم، ويستهلك مجموعة واسعة من الفرائس. من المعروف أنه يأكل الأسماك والضفادع والقوارض والطيور وسرطان البحر والثعابين. ومن المعروف أيضًا أنه يأكل السلاحف، وكذلك التماسيح الصغيرة وبيض التماسيح. لوحظ ورل الماء وهو يأكل سمك السلور بطريقة مشابهة للثدييات آكلة اللحوم، حيث يُمزق قطع اللحم بأسنانه الحادة بينما يُمسكها بأرجله الأمامية ثم يفصل أجزاء مختلفة من الأسماك للاستهلاك المتسلسل.
يعتبر سلوكه شبه المائي في الموائل المائية السائدة بمثابة مقياس للسلامة من الحيوانات المفترسة. إلى جانب نظامه الغذائي العام، يُعتقد أن هذا يساهم في تكيفية نمطه الظاهري  عندما تُحاول الحيوانات المفترسة مثل ملك الكوبرا (Ophiophagus hannah) اصطياده يقوم يتسلّق الأشجار باستخدام أرجله ومخالبه القوية. إذا لم تكن هذه الطريقة كافية للهروب من الخطر، فمن المعروف أيضًا أنه يقفزُ من الأشجار إلى الجداول بحثًا عن الأمان، وهو أسلوب مشابه لتكتيك الإغوانا الخضراء.
مثل تنين كومودو، غالبًا ما يأكل ورل الماء الجيف. لديه حاسة شم قوية ويمكن أن يشم جثة من بعيد. من المعروف أنه يتغذى على الجثث البشرية. في حين أن وجوده، من ناحية، يمكن أن يكون مفيدًا في تحديد مكان الشخص المفقود في تحقيقات الطب الشرعي، ومن ناحية أخرى يمكن أن يتسبّب في مزيد من الإصابات للجثة، مما يُعقّد التحقق من سبب الوفاة.
أول وصف لورل الماء وسلوكه في الأدب الإنجليزي تم إجراؤه في عام 1681 بواسطة روبرت نوكس، الذي لاحظه خلال فترة احتجازه الطويلة في مملكة كاندي، حيث قال: «يوجد هنا مخلوق يسمى كوببراغيون، يشبه التمساح. قد يكون أكبرها خمسة أو ستة أقدام، ومرقط بالأبيض والأسود. إنه يعيش أكثر على الأرض، ويغوص في الماء أيضا. له لسان طويل متشعب أزرق مثل اللدغة. إنه لا يخاف من الناس. يُشارك الأكل مع الكلاب وابن آوى، ولا يخافهم، لكن إذا حاولوا مهاجمته، فسيقوم بالردّ عليهم بشراسة».
يجب التعامل مع ورل الماء بحذر نظرًا لأنايح توي على العديد من الأسنان الحاد، ة ويمكن أن تسبب لدغاه قطعا في الأوتار والأوردة، مما يتسبب في نزيف واسع. وصف أحد مالكيه الأمريكيين لدغة ورل الماء بأنها أسوأ من لدغة الأفعى المجلجلة.

### السم
هناك جدل واسع حول إمكانية وجود السم في الورل. سابقا، كان يعتقد أن السم يتواجد فقط عند الثعابين والمتثفنة (السحالي السامة). كان يُعتقد أن الآثار التي تلحق لدغة الورل ناتجة عن بكتيريا الفم وحدها، ولكن أظهرت الدراسات الحديثة أن غدد السم من المحتمل أن تكون موجودة في أفواه العديد من الأنواع، إن لم يكن كلها. يمكن استخدام السم كآلية دفاعية لصد الحيوانات المفترسة، والمساعدة في هضم الطعام، والحفاظ على نظافة الفم، وربما للمساعدة في القبض على الفريسة وقتلها.

### الافتراس
لورل الماء عدد قليل من الحيوانات المفترسة الطبيعية، ولا يُعرف عنها سوى تماسيح المياه المالحة.

## التهديدات
هو أكثر أنواع السحالي شيوعًا التي يتم تصديرها من جنوب شرق آسيا، حيث تم تصدير 8.1 مليون بين عامي 1998 و 2007. يعدُّ ورل الماء الآسيوي أحد أكثر أنواع الورليات استغلالاً؛ حيث يُستخدم جلده في إكسسوارات الموضة مثل الأحذية والأحزمة وحقائب اليد التي يتم شحنها عالميًا، حيث يتم تداول ما يصل إلى 1.5 مليون جلود سنويًا. تشمل الاستخدامات الأخرى علاجًا متصورًا لأمراض الجلد والأكزيما،  وطعاما في إندونيسيا،  ومنشط جنسي طبيعي،  وأيضا كحيوانات أليفة.

## الحماية
في نيبال، تعتبر من الأنواع المحمية بموجب قانون حماية الحيوانات البرية لعام 2002. في هونغ كونغ، تعتبر من الأنواع المحمية بموجب قانون حماية الحيوانات البرية رقم 170. يعد هذا النوع من أكثر الحيوانات البرية شيوعًا في ماليزيا، حيث يمكن مقارنة أعداده بعدد قرود المكاك هناك. على الرغم من أن الكثيرين يقعون ضحية للإنسان عن طريق القتل على الطرقات أو بسبب القسوة على الحيوانات، إلا أنهم ما زالوا يتواجدون في معظم ولايات ماليزيا، وخاصة في شجيرات ولايات الساحل الشرقي مثل فهغ وترغكانو. في تايلاند، تعد جميع السحالي من الأنواع المحمية. لا يزال منتشرًا في المناطق الحضرية الكبيرة في تايلاند ويظهر بشكل متكرر في قنوات ومتنزهات بانكوك. لهذا السبب، تم إدراجه حاليًا على أنه أقل اهتمام في القائمة الحمراء للأنواع المهددة بالانقراض، وفي معاهدة التجارة العالمية لأصناف الحيوان والنبات البري المهدد بالانقراض الملحق 2. تم إجراء هذه التصنيفات على أساس أن هذا النوع يحافظ على توزيع واسع جغرافيًا، ويمكن العثور عليه في مجموعة متنوعة من الموائل، ويتكيف مع الموائل التي يصل إليها البشر، ويوجد بوفرة في أجزاء من نطاقه على الرغم من مستويات الحصاد الكبيرة.
أدى فقدان الموائل والصيد إلى القضاء على ورل الماء من معظم البر الرئيسي للهند. في مناطق أخرى، يظلون على قيد الحياة على الرغم من اصطيادهم، ويرجع ذلك جزئيًا إلى حقيقة أن الإناث الأكبر حجمًا، بما في ذلك الإناث الكبيرة الحجم التي تولد أعدادًا كبيرة من البيض، لديها جلود قاسية غير مرغوب فيها.
في سريلانكا، يحميها السكان المحليون الذين يُقدّرون افتراسها للسرطانات التي من شأنها أن تقوض ضفاف حقول الأرز. كما أنه محمي لأنه يأكل الثعابين السامة.

## صور

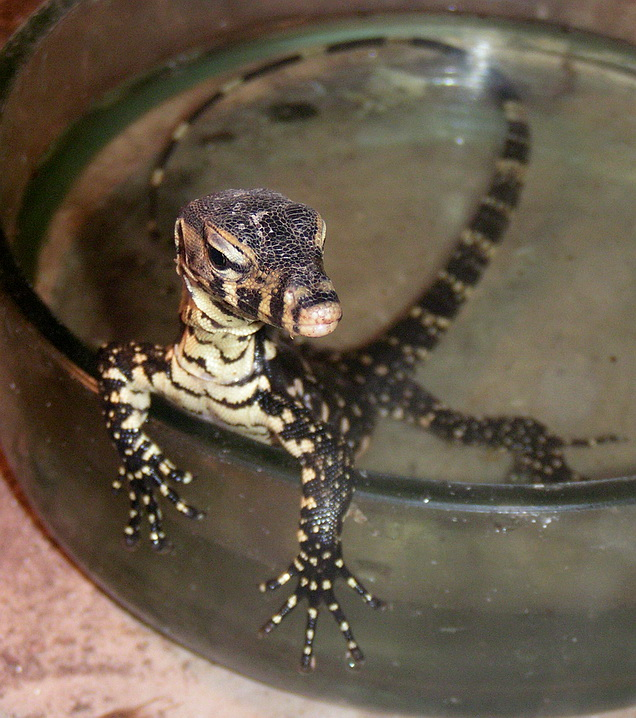
ورل بعد الفقس
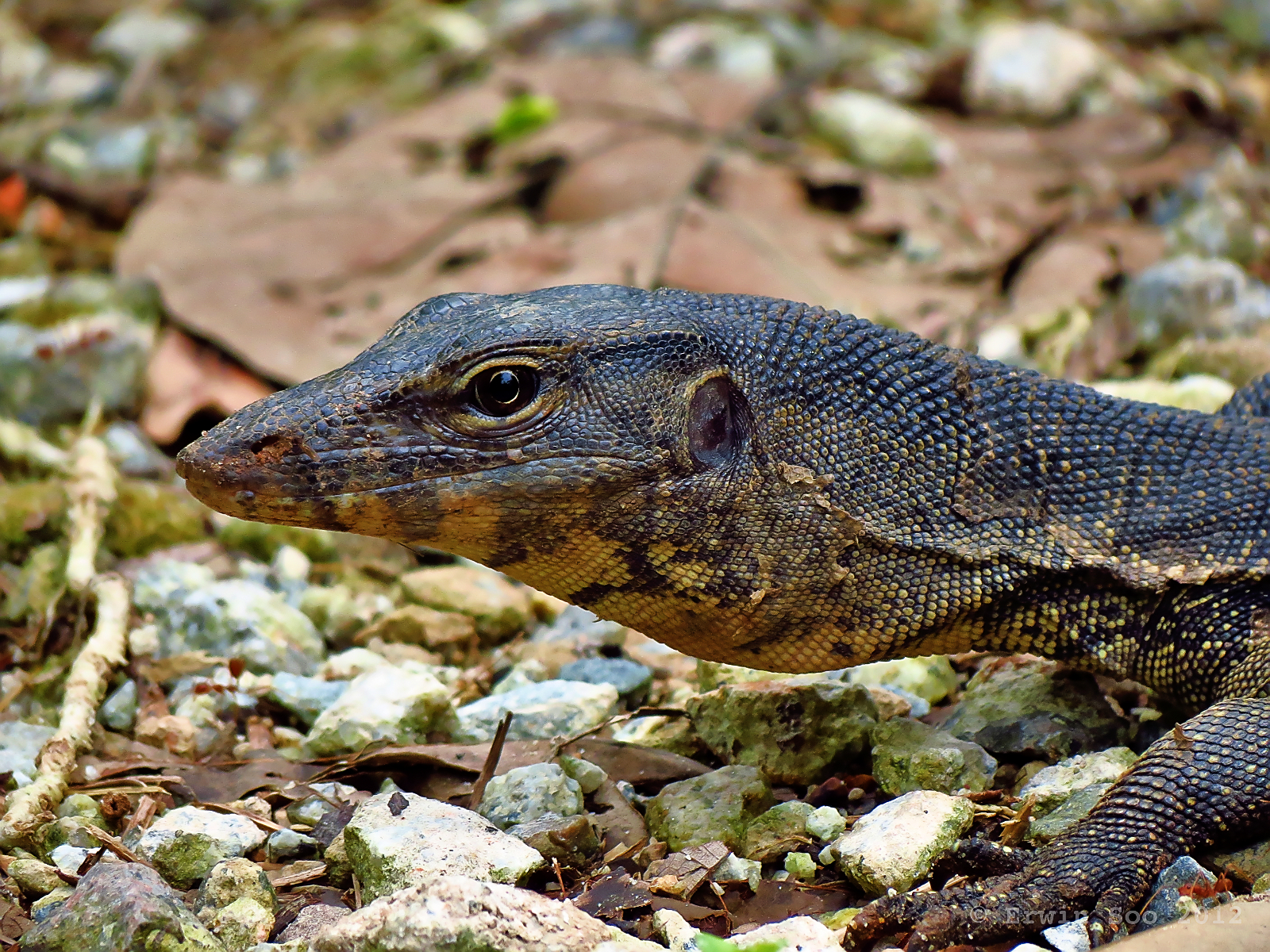
ورل صغير
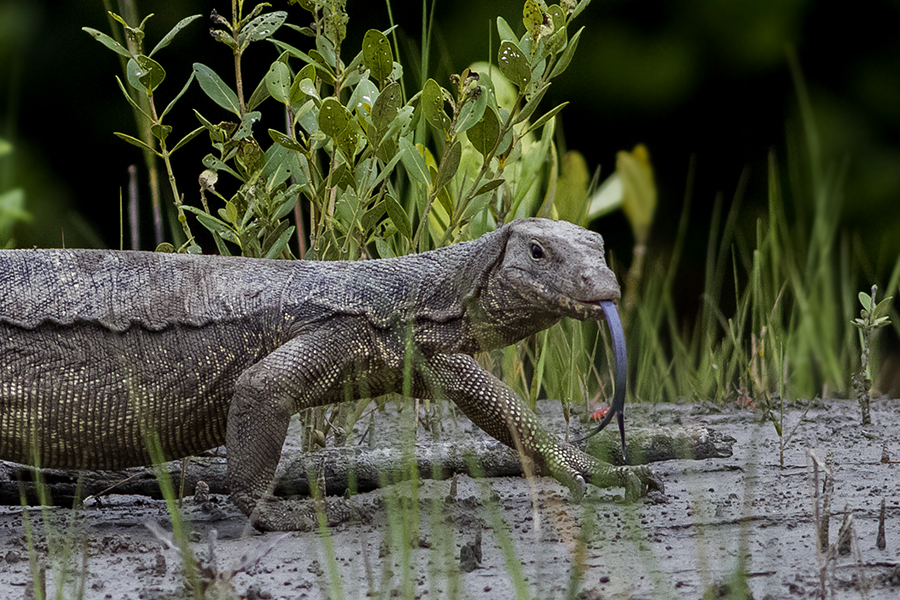
ورل الماء بالحديقة الوطنية في سونداربانس
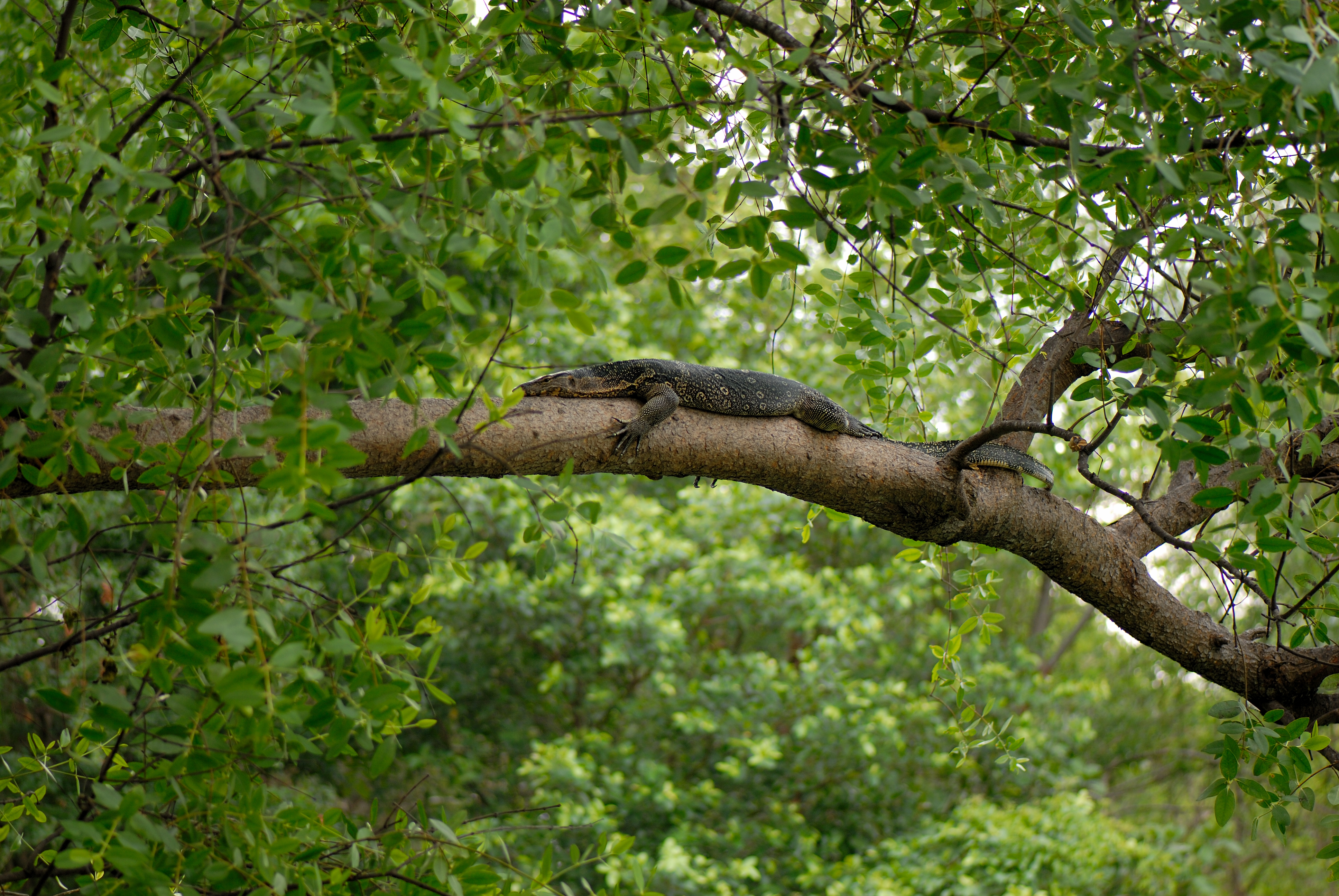
نوع (V. s. macromaculatus) يستريح على أطراف شجرة
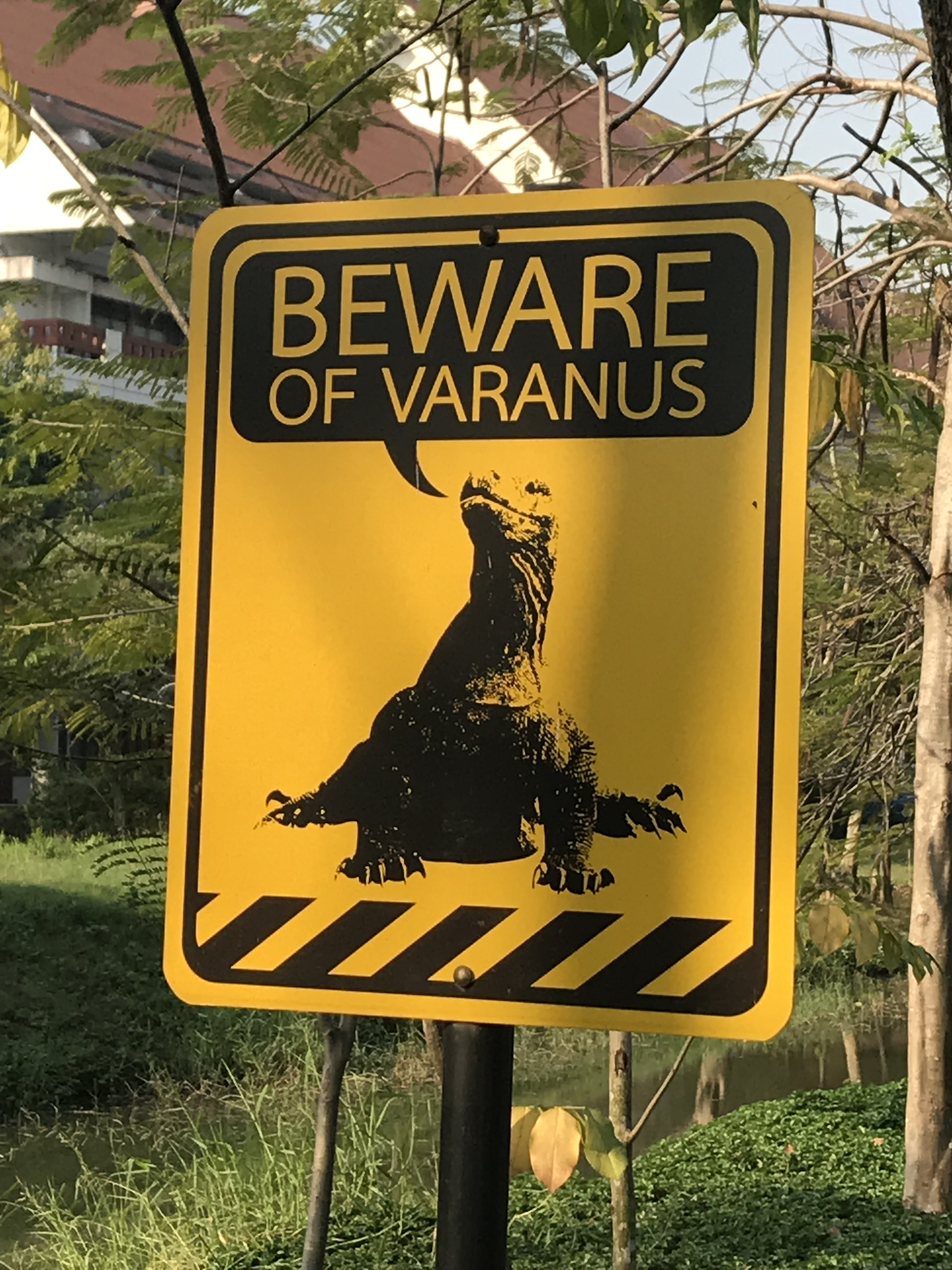
لافتة مرورية تُحذّر من الورل، في تايلاند

## للاستزادة
- Das، Indraneil (1988). "New evidence of the occurrence of water monitor (Varanus salvator) in Meghalaya". J. Bombay Nat. Hist. Soc. ج. 86: 253–255.
- Deraniyagala، P. E. P. (1944). "Four New Races of the Kabaragoya Lizard Varanus salvator". Spolia Zeylanica. ج. 24: 59–62.
- Pandav، Bivash (1993). "A preliminary survey of the water monitor (Varanus salvator) in Bhitarkanika Wildlife Sanctuary, Orissa". Hamadryad. ج. 18: 49–51.

## روابط خارجية
- Animal Diversity Web
- JCVI.org
- The New Reptile Database